# 藝術朋克
艺术朋克是朋克搖滾中的一個類別。  藝術朋克的成员大多来自艺术院校。在音乐活动之外，他们还經常涉足藝術創作以及歌詞創作。1980年代，藝術朋克一度沉寂。